# نوكيا 3310

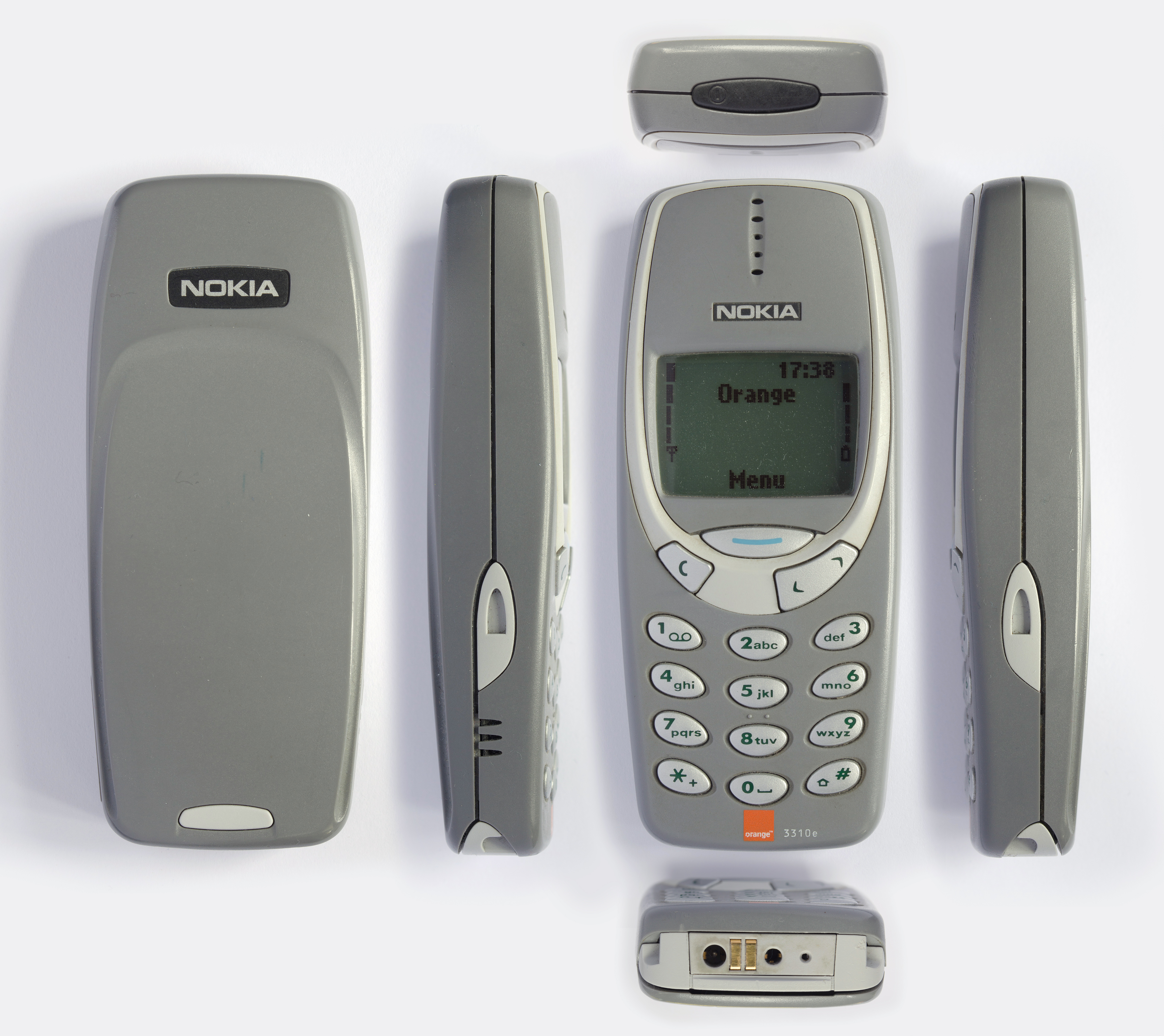
جوال نوكيا 3310 من جوانب متعددة.

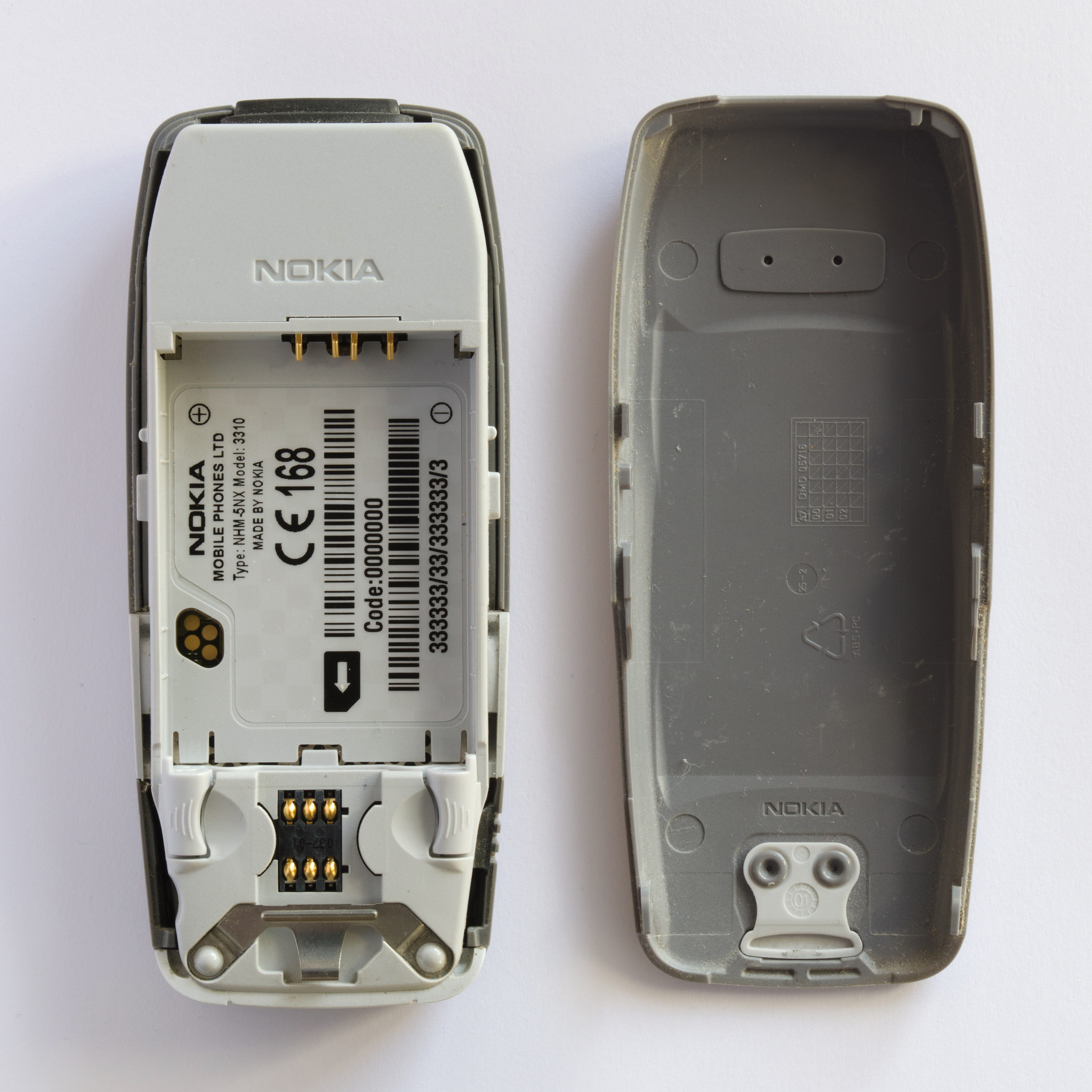
نوكيا 3310 من الداخل.

نوكيا 3310 هو أحد أجهزة نوكيا، شركة الهواتف والتقنية النقالة. يأتي هذا الجهاز مع شاشة نوعها 84 * 48 ذو لون واحد (مونوكروم). تم إصدار هذا الجهاز في 1 سبتمبر 2000. أما بالنسبة لوضعية إنتاجه الحالية فلم يعد يتم إنتاجه. تقنيته/تردده هي النظام العالمي للإتصالات المتنقلة. جيل الجهاز هو DCT3. عامل الشكل (التصميم) للجهاز هو "قطعة حلوى.

## خاصيات الجهاز
من مميزات Nokia 3310:
مميزات ذاكرة الجوال:
- الراديو:  موجود
- GPS :  موجود

المميزات والمواصفات الأساسية Nokia 3310:
- تم الإعلان عنه في: 2000
- شبكات 2G: GSM 900 / 1800

أبعاد ووزن جوال Nokia 3310:
- الأبعاد: 113 x 48 x 22 مم، 97 cc
- الوزن: 133 جرام (بطارية قياسية)

مواصفات الشاشة والعرض:
- النوع: أحداية الألوان
- الحجم : 5 خطوط

الصوت:
- أنواع التنبيه: اهتزاز; Downloadable نغمات عادية
- مكبر الصوت:  موجودة

```
ذاكرة الهاتف:
```

- الذاكرة الداخلية:
- مدخل البطاقة:   نقل البيانات والتواصل:
- GPRS:  موجود
- EDGE:  موجود
- 3G: متوفر* WLAN: موجود
- Bluetooth:  موجود
- Infrared Port:  موجود
- Infrared USB: موجود

البطارية:
- النوع: بطارية قياسية، NiMH 900 mAh
- وقت الاستعداد: 55 ساعة إلى 260 ساعة
- وقت التحدث: 2 ساعات 30 دقيقة إلى 4 ساعات 30

خصائص أخرى لجوال Nokia 3310 :
- الرسائل: SMS
- تصفح الإنترنت:  متوفر
- راديو Radio:  موجود
- الألوان المتوفر للجوال: frعلى t وأغطية
- GPS:  موجود
- جافا Java:  موجود

## نوكيا 3320
نوكيا 3320 هو إصدار فرعي. يأتي هذا الجهاز مع شاشة نوعها 84 * 48 ذو لون واحد (مونوكروم). تم إصدار هذا الجهاز في 2001. أما بالنسبة لوضعية إنتاجه الحالية فلم يعد يتم إنتاجه. تقنيته/تردده هي TDMA/AMPS. جيل الجهاز هو DCT3. عامل الشكل (التصميم) للجهاز هو "قطعة حلوى.

## نوكيا 3330
نوكيا 3330 هو إصدار فرعي. يأتي هذا الجهاز مع شاشة نوعها 84 * 48 ذو لون واحد (مونوكروم). تم إصدار هذا الجهاز في 2001. أما بالنسبة لوضعية إنتاجه الحالية فلم يعد يتم إنتاجه. تقنيته/تردده هي النظام العالمي للإتصالات المتنقلة. جيل الجهاز هو DCT3. عامل الشكل (التصميم) للجهاز هو "قطعة حلوى.

## نوكيا 3390
نوكيا 3390 هو إصدار فرعي. يأتي هذا الجهاز مع شاشة نوعها 84 * 48 ذو لون واحد (مونوكروم). تم إصدار هذا الجهاز في 2000. أما بالنسبة لوضعية إنتاجه الحالية فلم يعد يتم إنتاجه. تقنيته/تردده هي النظام العالمي للإتصالات المتنقلة. جيل الجهاز هو DCT3. عامل الشكل (التصميم) للجهاز هو "قطعة حلوى.

## نوكيا 3360
نوكيا 3360 هو إصدار فرعي. يأتي هذا الجهاز مع شاشة نوعها 84 * 48 ذو لون واحد (مونوكروم). تم إصدار هذا الجهاز في 2001. أما بالنسبة لوضعية إنتاجه الحالية فلم يعد يتم إنتاجه. تقنيته/تردده هي TDMA/AMPS. جيل الجهاز هو DCT3. عامل الشكل (التصميم) للجهاز هو "قطعة حلوى.

## نوكيا 3315
نوكيا 3315 هو إصدار فرعي. يأتي هذا الجهاز مع شاشة نوعها 84 * 48 ذو لون واحد (مونوكروم). تم إصدار هذا الجهاز في 2002. أما بالنسبة لوضعية إنتاجه الحالية فلم يعد يتم إنتاجه. تقنيته/تردده هي النظام العالمي للإتصالات المتنقلة. جيل الجهاز هو DCT3. عامل الشكل (التصميم) للجهاز هو "قطعة حلوى.

## إعادة الإطلاق
في 14 فبراير 2017، أُعلن أنه سيتم الكشف عن نسخة حديثة من هاتف نوكيا 3310 في ملتقى عالم الهاتف النقال 2017 وذلك من قبل شركة إتش إم دي العالمية، وهي شركة فنلندية تمتلك حقوق تسويق هواتف نوكيا تحت علامة نوكيا التجارية في برشلونة بنقطة سعر 59 يورو.
وقد نفت شبكة سكاي نيوز عربية صحة الأنباء التي تداولتها بعض وسائل الإعلام حول إصدار الهاتف مجددا بنظام أندرويد وشاشة تعمل باللمس (المصدر: نبض العرب)
وتم بتاريخ 26 فبراير إطلاق الهاتف بشكل رسمي في مؤتمر برشلونة للهواتف الجولة بمواصفات تشبه المواصفات القديمة مع توفره على كاميرا خلفية بدقة 2 ميغا بيكسل وبطارية تتحمل حتى 22 ساعة من المكالمات.